# J. Justin Storck
J. Justin Storck né en 1848 et mort en 1919, est un graveur sur bois et écrivain français.

## Publications
- J. Justin Storck (dir.), Les Arts décoratifs pratiques. Encyclopédie de l'ornement à toutes les époques, 1883.
- Le Dictionnaire pratique de menuiserie, ébénisterie, charpente[4], 1900.